# Thioamidy

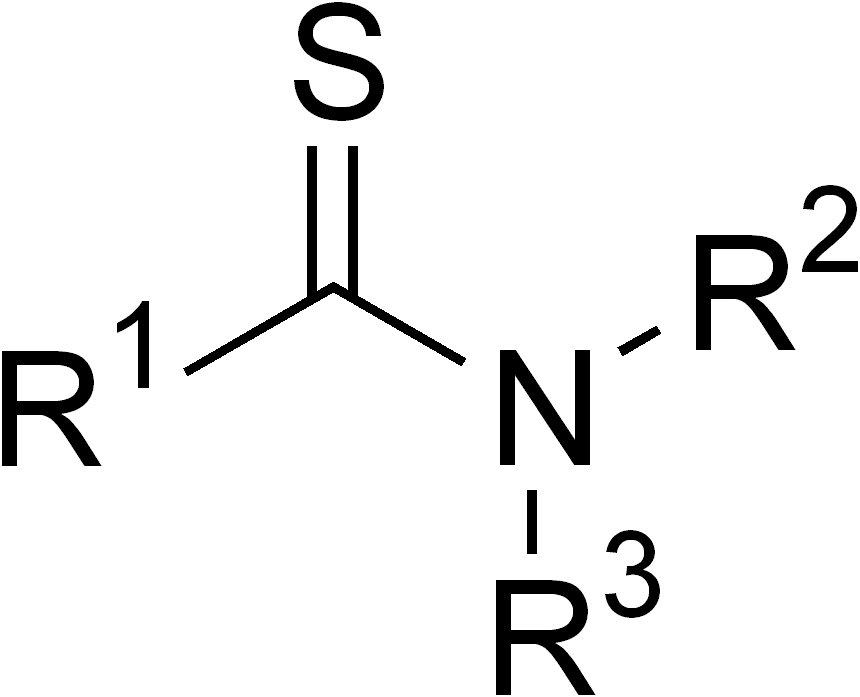
General structure of a thioamide

Thioamidy (také nazývané thionamidy a thiouryleny) jsou sloučeniny obsahující funkční skupinu s obecným vzorcem R–CS–NR′R″, kde R, R′ a R″ jsou organické skupiny. Jedná se o analogy amidů, které však vykazují silnější charakter násobné vazby C-N, v důsledku čehož mají vyšší energii rotační bariéry.
Jedním z nejvýznamnějších thioamidů je thioacetamid, jenž se používá jako zdroj sulfidových iontů a jako stavební prvek při přípravě heterocyklických sloučenin.
Thioamidy jsou také skupinou léčiv používaných k léčbě hypertyreózy.

## Příprava a struktura
Thioamidy se nejčastěji připravují reakcemi amidů se sulfidy fosforu, jako je sulfid fosforečný; tato reakce byla objevena v 70. letech 19. století. Další možnosti představují přípravu pomocí Lawessonova činidla a reakci nitrilů se sulfanem:
Benzylthioamidy se dají připravit Willgerodtovou-Kindlerovou reakcí.
C2NH2S jádro thioamidů má rovinný tvar. U thioacetamidu mají vazby C-S, C-N a C-C postupně délky 168, 131 a 150 pm. Malé délky vazeb C-S a C-N naznačují přítomnost násobných vazeb.

## Thioamidy v biochemii a lékařství
Thioamidy také mohou sloužit jako léčiva proti hypertyreóze.
Thioamidy se zabudovávají do peptidů jako isostery amidových vazeb.
Modifikované peptidy jsou analogy přirozených peptidů, které mohou pomáhat s objasněním vlivu struktury na aktivitu. Analogy peptidů lze také použít jako léčiva s vylepšenou biodostupností.
Thioamidy inhibují enzym jodidperoxidázu ve štítné žláze, čímž omezují syntézu trijodthyroninu (T3) a thyroxinu (T4), a tak brání vstřebávání jodtyrosinů z koloidu. Rovněž zamezují uvolňování jodu z periferního hormonu.
Protože thioamidy mohou projít placentální bariérou, tak se v těhotenství musí užívat opatrně. V 0,03 % případů dochází k agranulocytóze a ojediněle se může objevit také aplastická anémie.
Příklady thioamidových léčiv jsou methimazol, karbimazol (který se in vivo mění na methimazol) a propylthiouracil.